# Baba Bakala

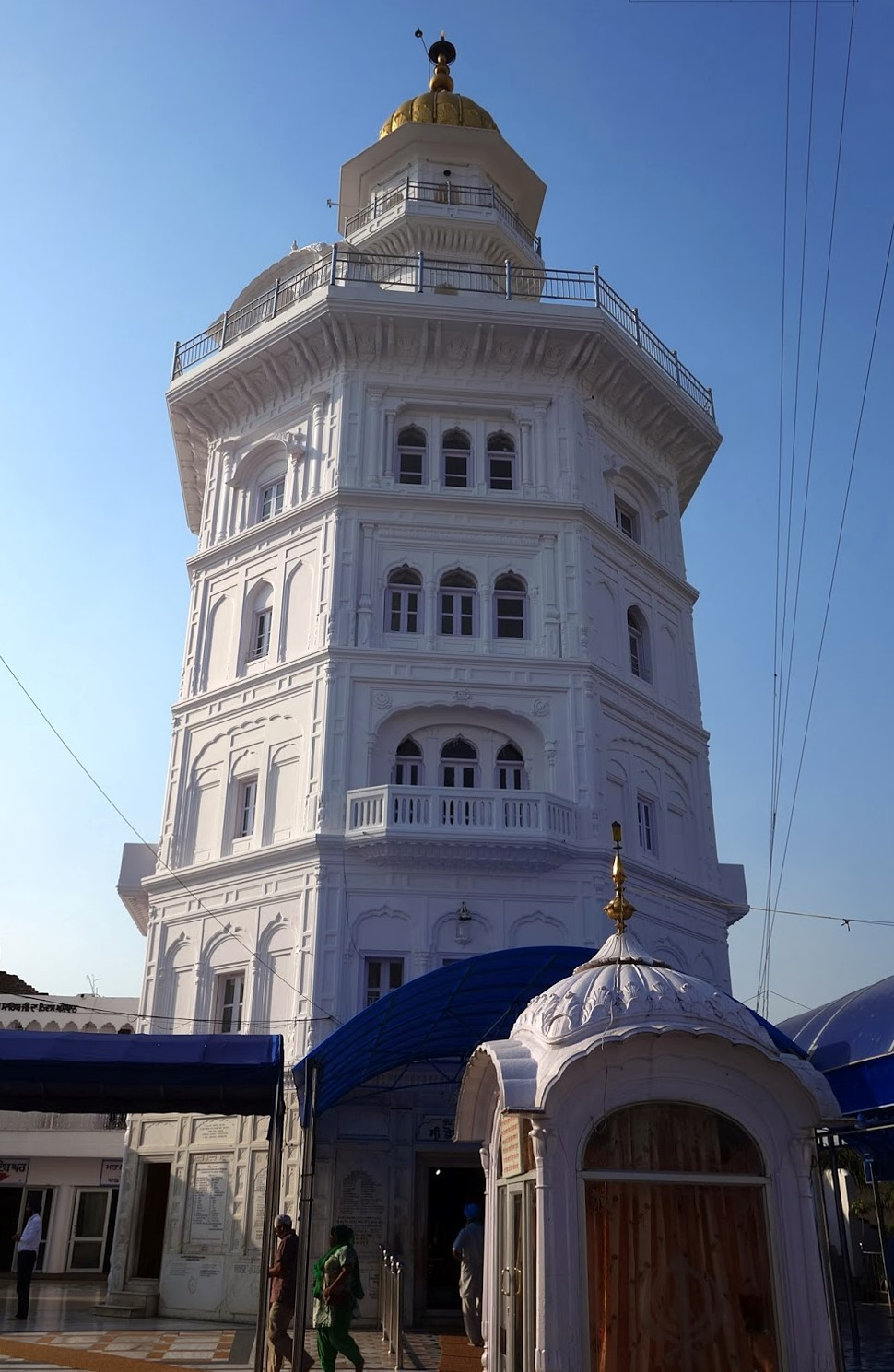
Un temple sikh à Baba Bakala.

Baba Bakala  est une ville dans le district d'Amritsar dans l'état du Pendjab en Inde, à 40 km du Temple d'Or. 

## Place dans la culture sikh
Guru Har Krishan, (1656-1644), le huitième Guru du sikhisme, peu avant de quitter son enveloppe terrestre avait prononcé les mots : « Baba Bakala » ce qui voulait dire que son successeur Guru Tegh Bahadur y serait trouvé. L'ancien nom de cette ville est Bakala.
Un marchand qui était en bateau au milieu d'une tempête pria Guru Nanak et promit de donner 500 dinars au Guru si lui et sa cargaison arrivaient à bon port. La tempête se calma ; il arriva à Baba Bakala et trouva de nombreux prétendants pour devenir Guru du sikhisme. Le marchand donna alors deux pièces d'or à chaque postulant, se disant que le véritable Guru lui réclamerait la somme entière. Il donna les deux pièces à tous ceux qu'il trouva mais personne ne lui réclama le reste. Il entendu alors parler d'un méditant solitaire. Il alla le trouver et lui donna les deux pièces mais ce mystique lui rappela sa promesse ; c'était Tegh Bahadur le fils de Guru Hargobind.

## Lieu de pèlerinage
De nombreux pèlerins viennent à Baba Bakala, voir entre autres l'endroit où méditait Guru Tegh Bahadur avant de devenir un des dix gourous du sikhisme.
De nombreux temples, des gurdwaras ont été construits à travers les siècles dont le gurdwara Mata Ganga du nom de la mère de Guru Tegh Bahadur.